# Tilisso
Tilisso (in miceneo: Tu-li-so; in greco antico: Τύλῑσος?, Týlīsos) era un'antica città cretese, nemica di Cnosso.
La città venne distrutta nel XV secolo a.C. da Cnosso durante il suo espansionismo nell'isola.
Al V secolo a.C. risale un trattato di pace tra Tilisso e Cnosso e con mediazione di Argo, in cui la città chiede di ritornare in buni rapporti con la vicina cretese.